# Битва при Диу
Битва при Диу (порт. Batalha de Diu) — морское сражение 3 февраля 1509 года, которое привело к созданию Португальской Индии. Произошло у берегов индийского города Диу между португальским флотом во главе с доном Франсишку де Алмейда и объединёнными флотами египетских мамелюков, каликутского заморина и гуджаратского султана.
Сражение показало превосходство оснащённых артиллерией европейских каравелл над лёгкими арабскими купеческими судами типа доу. Захваченные в сражении арабские флаги Алмейда переслал в Португалию, где они выставлены в монастыре Конвенту-де-Кришту. В отместку за гибель сына португальского флотоводца взятые в сражении пленники из числа туземцев были повешены. После битвы при Диу важнейшие торговые пути исламского Востока впервые оказались подконтрольны христианам.